# 武芸川町
武芸川町（むげがわちょう）は、岐阜県武儀郡にあった町である。2005年2月7日に武儀郡の他4町村と共に関市に編入された。

## 地理
- 山：柳島山
- 河川：武儀川

### 隣接していた自治体
- 岐阜市、関市、美濃市、山県市（旧美山町、旧高富町）
- 武儀郡 洞戸村

## 歴史
- 1956年（昭和31年）9月29日 東武芸村と南武芸村（広見地区は関市に編入）が合併し武芸村となる。
- 1965年（昭和40年）4月1日 町制施行にともない改称し武芸川町となる。
- 2005年（平成17年）2月7日 板取村・上之保村・洞戸村・武儀町・武芸川町が関市に編入される。

## 教育
- 武芸川町立武芸川中学校
- 武芸川町立寺尾小学校
- 武芸川町立武芸小学校
- 武芸川町立博愛小学校

### 2005年以前に廃校となった学校
- 武芸川町立博愛中学校（1965年廃校）
- 武芸川町立博愛中学校寺尾分校（1965年廃校）

## 交通

### 鉄道
町内に鉄道路線なし。鉄道を利用する場合の最寄り駅は、長良川鉄道越美南線関駅。

### 道路
高速道路
- 町内に高速道路はなし。

一般国道
- 国道418号

主要地方道
- 岐阜県道59号北野乙狩線
- 岐阜県道94号岐阜美濃線

一般県道
- 町内に一般県道はなし。

## 名所・旧跡・観光スポット・祭事・催事

### 名所・旧跡
- 寺尾ヶ原千本桜公園（飛騨・美濃さくら三十三選）
- 武芸川町ふるさと館
- 武芸川町民俗資料館
- 汾陽寺
- 武芸八幡宮
- 武芸川温泉
- 道の駅むげ川

### 祭事・催事
- 八幡神社の祭礼（花馬祭り）

## 出身有名人
- 仙厓義梵
- 森有一
- パルト小石